# Stazione di Adelaide
La stazione di Adelaide (in inglese britannico Adelaide railway station) è una stazione ferroviaria che fornisce servizio a Belfast, contea di Antrim, Irlanda del Nord. Attualmente le linee che vi passano sono la Belfast–Newry, la Belfast–Bangor e soprattutto la Dublino–Belfast, che però non fa fermata qui. La ferrovia fu aperta il 1º novembre 1897.

## Ubicazione
La stazione si trova vicino ai dormitori della Queen's University di Belfast, ed è anche la più vicina al Windsor Park, lo stadio della nazionale di calcio dell'Irlanda del Nord.

## Servizi ferroviari
- Intercity Dublino–Belfast
- Belfast-Newry
- Belfast-Bangor

## Servizi
- Biglietteria automatica
- Distribuzione automatica cibi e bevande